# Zoetwaterroggen
Zoetwaterroggen (Potamotrygonidae) zijn een familie van roggen uit de orde Myliobatiformes. Ze komen voor in neotropische gebieden.
Potamotrygoninae is de enige onderfamilie waarvan de meeste soorten in het zoetwater leven. De soorten uit de onderfamilie Styracurinae leven in zoutwater. 

## Taxonomie
- Familie: Potamotrygonidae (Zoetwaterroggen)
  - Onderfamilie: Potamotrygoninae
    - Geslacht: Heliotrygon (Carvalho & Lovejoy, 2011[1])
    - Geslacht: Paratrygon (Duméril, 1865)
    - Geslacht: Plesiotrygon (de Souza Rosa, Castello & Thorson, 1987)
    -  Geslacht: Potamotrygon (Garman, 1877[2])

  -  Onderfamilie: Styracurinae[3]
    -  Geslacht: Styracura (Carvalho, Loboda & Silva, 2016)[4]